# Coritiba Foot Ball Club
Coritiba Foot Ball Club (normalt bare kendt som Coritiba) er en brasiliansk fodboldklub fra byen Curitiba i delstaten Paraná. Klubben spiller i landets bedste liga, Série A, og har hjemmebane på Estádio Couto Pereira. Klubben blev grundlagt den 12. oktober 1909, og har siden da vundet ét brasiliansk mesterskaber, og hele 34 Paraná-statsmesterskaber.

## Titler
- Série A (1): 1985

- Paraná-statsmesterskabet (34): 1916, 1927, 1931, 1933, 1935, 1939, 1941, 1942, 1946, 1947, 1951, 1952, 1954, 1956, 1957, 1959, 1960, 1968, 1969, 1971, 1972, 1973, 1974, 1975, 1976, 1978, 1979, 1986, 1989, 1999, 2003, 2004, 2008, 2010

## Hjemmebane
- Fulde navn: Major Antônio Couto Pereira
- Kapacitet: 37,182

## Kendte spillere
- Dida
- Alex
- Rafinha
- Dadá Maravilha
- Liédson
- Henrique

## Danske spillere
- Ingen